# Temporada 2023 del Campeonato de Super Fórmula Japonesa
La temporada 2023 del Campeonato de Super Fórmula Japonesa fue la 37.ª temporada de dicho campeonato, y la undécima con la actual denominación. Comenzó en Fuji Speedway el 8 de abril y terminó el 29 de octubre en el circuito de Suzuka.

## Escuderías y pilotos
| Escudería                    | Motor  | N.º | Piloto              | Rondas   |
| ---------------------------- | ------ | --- | ------------------- | -------- |
| Team Mugen                   | Honda  | 1   | Tomoki Nojiri       | 1-3, 5-9 |
| Team Mugen                   | Honda  | 1   | Hiroki Otsu         | 4        |
| Team Mugen                   | Honda  | 15  | Liam Lawson         | Todas    |
| Docomo Team Dandelion Racing | Honda  | 5   | Tadasuke Makino     | Todas    |
| Docomo Team Dandelion Racing | Honda  | 6   | Kakunoshin Ohta     | Todas    |
| ThreeBond Racing             | Honda  | 12  | Nirei Fukuzumi      | Todas    |
| B-Max Racing                 | Honda  | 50  | Nobuharu Matsushita | Todas    |
| B-Max Racing                 | Honda  | 51  | Raoul Hyman         | Todas    |
| TGM Grand Prix               | Honda  | 53  | Toshiki Oyu         | 1-5, 7   |
| TGM Grand Prix               | Honda  | 53  | Hiroki Otsu         | 6        |
| TGM Grand Prix               | Honda  | 53  | Riki Okusa          | 8-9      |
| TGM Grand Prix               | Honda  | 55  | Cem Bölükbaşı       | Todas    |
| TCS Nakajima Racing          | Honda  | 64  | Naoki Yamamoto      | 1-7      |
| TCS Nakajima Racing          | Honda  | 64  | Hiroki Otsu         | 8-9      |
| TCS Nakajima Racing          | Honda  | 65  | Ren Sato            | Todas    |
| Kondō Racing                 | Toyota | 3   | Kenta Yamashita     | Todas    |
| Kondō Racing                 | Toyota | 4   | Kazuto Kotaka       | Todas    |
| Kids com Team KCMG           | Toyota | 7   | Kamui Kobayashi     | Todas    |
| Kids com Team KCMG           | Toyota | 18  | Yuji Kunimoto       | Todas    |
| docomo business ROOKIE       | Toyota | 14  | Kazuya Oshima       | Todas    |
| Itochu Enex Team Impul       | Toyota | 19  | Yuhi Sekiguchi      | Todas    |
| Itochu Enex Team Impul       | Toyota | 20  | Ryō Hirakawa        | Todas    |
| Vantelin Team TOM’S          | Toyota | 36  | Giuliano Alesi      | 1-5      |
| Vantelin Team TOM’S          | Toyota | 36  | Ukyo Sasahara       | 6-9      |
| Vantelin Team TOM’S          | Toyota | 37  | Ritomo Miyata       | Todas    |
| P.mu/Cerumo・INGING          | Toyota | 38  | Sho Tsuboi          | Todas    |
| P.mu/Cerumo・INGING          | Toyota | 39  | Sena Sakaguchi      | Todas    |

## Calendario
El calendario provisional se anunció el 8 de agosto de 2022. Después de que se realizaron tres fines de semana para eventos en 2022, se anunció que la apertura y el final de la temporada tendrían dos carreras nuevamente.
| Ronda    | Circuito                       | Fecha            |
| -------- | ------------------------------ | ---------------- |
| 1        | Fuji Speedway, Oyama 1         | 8 de abril       |
| 2        | Fuji Speedway, Oyama 1         | 9 de abril       |
| 3        | Circuito de Suzuka, Suzuka 1   | 23 de abril      |
| 4        | Autopolis, Ōita                | 21 de mayo       |
| 5        | Sportsland SUGO, Murata        | 18 de junio      |
| 6        | Fuji Speedway, Oyama 2         | 16 de julio      |
| 7        | Mobility Resort Motegi, Motegi | 20 de agosto     |
| 8        | Circuito de Suzuka, Suzuka 2   | 27-29 de octubre |
| 9        | Circuito de Suzuka, Suzuka 2   | 27-29 de octubre |
| Fuentes: |                                |                  |

## Resultados
| Ronda | Ronda                  | Pole Position   | Vuelta rápida  | Piloto ganador  | Escudería ganadora           |
| ----- | ---------------------- | --------------- | -------------- | --------------- | ---------------------------- |
| 1     | Fuji Speedway 1        | Tomoki Nojiri   | Liam Lawson    | Liam Lawson     | Team Mugen                   |
| 2     | Fuji Speedway 1        | Tomoki Nojiri   | Toshiki Oyu    | Tomoki Nojiri   | Team Mugen                   |
| 3     | Circuito de Suzuka 1   | Toshiki Oyu     | Ritomo Miyata  | Ritomo Miyata   | Vantelin Team TOM'S          |
| 4     | Autopolis              | Sho Tsuboi      | Sho Tsuboi     | Liam Lawson     | Team Mugen                   |
| 5     | Sportsland SUGO        | Toshiki Oyu     | Liam Lawson    | Ritomo Miyata   | Vantelin Team TOM'S          |
| 6     | Fuji Speedway 2        | Tadasuke Makino | Ryō Hirakawa   | Liam Lawson     | Team Mugen                   |
| 7     | Mobility Resort Motegi | Tomoki Nojiri   | Ryō Hirakawa   | Tomoki Nojiri   | Team Mugen                   |
| 8     | Circuito de Suzuka 2   | Tomoki Nojiri   | Ritomo Miyata  | Tomoki Nojiri   | Team Mugen                   |
| 9     | Circuito de Suzuka 2   | Liam Lawson     | Yuhi Sekiguchi | Kakunoshin Ohta | Docomo Team Dandelion Racing |

## Clasificaciones

### Sistema de puntuación
Carrera
| Posición | 1.º | 2.º | 3.º | 4.º | 5.º | 6.º | 7.º | 8.º | 9.º | 10.º |
| Puntos   | 20  | 15  | 11  | 8   | 6   | 5   | 4   | 3   | 2   | 1    |

Clasificación
| Posición | 1.º | 2.º | 3.º |
| Puntos   | 3   | 2   | 1   |

### Campeonato de Pilotos
| Pos. | Piloto              | FUJ1 | FUJ1 | SUZ1 | AUT  | SUG  | FUJ2 | MOT  | SUZ2 | SUZ2 | Puntos |
| ---- | ------------------- | ---- | ---- | ---- | ---- | ---- | ---- | ---- | ---- | ---- | ------ |
| 1    | Ritomo Miyata       | 52   | 42   | 1    | 2    | 12   | 3    | 4    | 2    | 3    | 114.5  |
| 2    | Liam Lawson         | 13   | 5    | 4    | 12   | 5    | 12   | 133  | 6    | 21   | 106.5  |
| 3    | Tomoki Nojiri       | 21   | 1    | Ret3 |      | 23   | 8    | 1    | 1    | 43   | 106    |
| 4    | Sho Tsuboi          | Ret  | 2    | 2    | 31   | 7    | 11   | Ret  | 5    | 5    | 59     |
| 5    | Ryō Hirakawa        | 3    | 21†  | 3    | 5    | 11   | 4    | 2    | 7    | 6    | 58     |
| 6    | Tadasuke Makino     | 14   | 8    | 15   | 6    | 3    | 21   | Ret  | 43   | 10   | 43     |
| 7    | Kakunoshin Ohta     | 15   | 19   | 17   | 16   | 15   | 63   | Ret2 | 3    | 12   | 35.5   |
| 8    | Kenta Yamashita     | Ret  | 3    | 5    | 4    | 8    | 17   | 9    | 11   | 9    | 32     |
| 9    | Toshiki Oyu         | 7    | 203  | Ret1 | Ret  | Ret1 |      | 3    |      |      | 22     |
| 10   | Ren Sato            | 6    | 9    | DNS  | 7    | 12   | 5    | 16   | 10   | Ret  | 17.5   |
| 11   | Kamui Kobayashi     | Ret  | 6    | 14   | 11   | 6    | 9    | 7    | 8    | 17   | 17.5   |
| 12   | Sena Sakaguchi      | 17   | 10   | 6    | Ret3 | 10   | 10   | 5    | 14   | 11   | 15     |
| 13   | Naoki Yamamoto      | 4    | 15   | 11   | 9    | 13   | 7    | Ret  |      |      | 14     |
| 14   | Kazuya Oshima       | 9    | 11   | 13   | 12   | 4    | 12   | 8    | 19   | 14   | 13     |
| 15   | Kazuto Kotaka       | 10   | 14   | 7    | 19   | 14   | 14   | 6    | 15   | 12   | 10     |
| 16   | Nirei Fukuzumi      | Ret  | 7    | 10   | 8    | 16   | 16   | 14   | 9    | Ret  | 9      |
| 17   | Yuji Kunimoto       | 12   | 16   | 16   | 10   | 9    | 15   | 10   | 16   | 8    | 7      |
| 18   | Cem Bölükbaşı       | 8    | 17   | 9    | 15   | 17   | 18   | 11   | 20   | 15   | 5      |
| 19   | Nobuharu Matsushita | 13   | 12   | 12   | Ret  | Ret  | 13   | Ret  | 13   | 7    | 4      |
| 20   | Giuliano Alesi      | Ret  | Ret  | 8    | 13   | Ret  |      |      |      |      | 3      |
| 21   | Yuhi Sekiguchi      | 11   | 13   | 19   | 18   | Ret  | 20   | Ret  | 12   | 16   | 0      |
| 22   | Ukyo Sasahara       |      |      |      |      |      | 19   | 12   | 22   | WD   | 0      |
| 23   | Riki Okusa          |      |      |      |      |      |      |      | 18   | 13   | 0      |
| 24   | Hiroki Otsu         |      |      |      | 14   |      | 21†  |      | 17   | WD   | 0      |
| 25   | Raoul Hyman         | 16   | 18   | 18   | 17   | 18   | Ret  | 15   | 21   | 18   | 0      |
| Pos. | Piloto              | FUJ1 | FUJ1 | SUZ1 | AUT  | SUG  | FUJ2 | MOT  | SUZ2 | SUZ2 | Puntos |

| Color     | Resultado                                                               |
| --------- | ----------------------------------------------------------------------- |
| Oro       | Ganador                                                                 |
| Plata     | 2.ª plaza                                                               |
| Bronce    | 3.ª plaza                                                               |
| Verde     | Finalizó en los puntos                                                  |
| Azul      | Finalizó sin puntos                                                     |
| Azul      | NC - No clasificado                                                     |
| Violeta   | Ret - No terminó (Carrera)                                              |
| Rojo      | DNQ - No se clasificó                                                   |
| Negro     | DSQ - Descalificado                                                     |
| Blanco    | DNS - No empezó (carrera)                                               |
| Blanco    | WD - Retirado (fin de semana)                                           |
| Blanco    | C - Carrera cancelada                                                   |
| Sin color | DNP - Inscrito pero no participó                                        |
| Sin color | INJ - Lesionado                                                         |
| Sin color | EX - Excluido                                                           |
| Estado    | Resultado                                                               |
| Negrita   | Pole position                                                           |
| Cursiva   | Vuelta rápida                                                           |
| †         | Abandona, pero clasifica al completar el porcentaje requerido para ello |

### Campeonato de Escuderías
| Pos. | Escudería                    | N.º | FUJ1 | FUJ1 | SUZ1 | AUT | SUG | FUJ2 | MOT | SUZ2 | SUZ2 | Puntos |
| ---- | ---------------------------- | --- | ---- | ---- | ---- | --- | --- | ---- | --- | ---- | ---- | ------ |
| 1    | Team Mugen                   | 1   | 2    | 1    | Ret  | 14  | 2   | 8    | 1   | 1    | 4    | 188.5  |
| 1    | Team Mugen                   | 15  | 1    | 5    | 4    | 1   | 5   | 1    | 13  | 6    | 2    | 188.5  |
| 2    | Vantelin Team TOM’S          | 36  | Ret  | Ret  | 8    | 13  | Ret | 19   | 12  | 22   | WD   | 109.5  |
| 2    | Vantelin Team TOM’S          | 37  | 5    | 4    | 1    | 2   | 1   | 3    | 4   | 2    | 3    | 109.5  |
| 3    | Docomo Team Dandelion Racing | 5   | 14   | 8    | 15   | 6   | 3   | 2    | Ret | 4    | 10   | 69.5   |
| 3    | Docomo Team Dandelion Racing | 6   | 15   | 19   | 17   | 16  | 15  | 6    | Ret | 3    | 1    | 69.5   |
| 4    | P.mu/Cerumo・INGING          | 38  | Ret  | 2    | 2    | 3   | 7   | 11   | Ret | 5    | 5    | 68     |
| 4    | P.mu/Cerumo・INGING          | 39  | Ret  | 10   | 6    | Ret | 10  | 10   | 5   | 14   | 11   | 68     |
| 5    | Itochu Enex Team Impul       | 19  | 11   | 13   | 19   | 18  | Ret | 20   | Ret | 12   | 16   | 58     |
| 5    | Itochu Enex Team Impul       | 20  | 3    | 21†  | 3    | 5   | 11  | 4    | 2   | 7    | 6    | 58     |
| 6    | Kondō Racing                 | 3   | Ret  | 3    | 5    | 4   | 8   | 17   | 9   | 11   | 9    | 42     |
| 6    | Kondō Racing                 | 4   | 10   | 14   | 7    | 19  | 14  | 14   | 6   | 15   | 12   | 42     |
| 7    | TCS Nakajima Racing          | 64  | 4    | 15   | 11   | 9   | 13  | 7    | Ret | 17   | WD   | 31.5   |
| 7    | TCS Nakajima Racing          | 65  | 6    | 9    | DNS  | 7   | 12  | 5    | 16  | 10   | Ret  | 31.5   |
| 8    | Kids com Team KCMG           | 7   | Ret  | 6    | 14   | 11  | 6   | 10   | 7   | 8    | 17   | 24.5   |
| 8    | Kids com Team KCMG           | 18  | 12   | 16   | 16   | 10  | 9   | 15   | 10  | 16   | 8    | 24.5   |
| 9    | TGM Grand Prix               | 53  | 7    | 20   | Ret  | Ret | Ret | 21†  | 3   | 18   | 13   | 20     |
| 9    | TGM Grand Prix               | 55  | 8    | 17   | 9    | 15  | 17  | 18   | 11  | 20   | 15   | 20     |
| 10   | docomo business ROOKIE       | 14  | 9    | 11   | 13   | 12  | 4   | 12   | 8   | 19   | 14   | 13     |
| 11   | ThreeBond Racing             | 12  | Ret  | 7    | 10   | 8   | 16  | 16   | 14  | 9    | Ret  | 9      |
| 12   | B-Max Racing                 | 50  | 13   | 12   | 12   | Ret | Ret | 13   | Ret | 13   | 7    | 4      |
| 12   | B-Max Racing                 | 51  | 16   | 18   | 18   | 17  | 18  | Ret  | 15  | 21   | 18   | 4      |
| Pos. | Escudería                    | N.º | FUJ1 | FUJ1 | SUZ1 | AUT | SUG | FUJ2 | MOT | SUZ2 | SUZ2 | Puntos |

| Color     | Resultado                                                               |
| --------- | ----------------------------------------------------------------------- |
| Oro       | Ganador                                                                 |
| Plata     | 2.ª plaza                                                               |
| Bronce    | 3.ª plaza                                                               |
| Verde     | Finalizó en los puntos                                                  |
| Azul      | Finalizó sin puntos                                                     |
| Azul      | NC - No clasificado                                                     |
| Violeta   | Ret - No terminó (Carrera)                                              |
| Rojo      | DNQ - No se clasificó                                                   |
| Negro     | DSQ - Descalificado                                                     |
| Blanco    | DNS - No empezó (carrera)                                               |
| Blanco    | WD - Retirado (fin de semana)                                           |
| Blanco    | C - Carrera cancelada                                                   |
| Sin color | DNP - Inscrito pero no participó                                        |
| Sin color | INJ - Lesionado                                                         |
| Sin color | EX - Excluido                                                           |
| Estado    | Resultado                                                               |
| Negrita   | Pole position                                                           |
| Cursiva   | Vuelta rápida                                                           |
| †         | Abandona, pero clasifica al completar el porcentaje requerido para ello |